# Perth Amboy
Perth Amboy es una ciudad ubicada en el condado de Middlesex en el estado estadounidense de Nueva Jersey. En el año 2010 tenía una población de 50,814 habitantes y una densidad poblacional de 3,278 personas por km².

## Historia

### Nombre
Los nativos americanos de Lenape llamaron al punto en el que se construyó la ciudad "Ompoge", que significa "terreno llano" o "de pie o erguido". Cuando se fundó en 1684, la nueva ciudad se denominó "Nueva Perth" en honor a James Drummond, conde de Perth, uno de los 12 socios de una empresa de propietarios escoceses; Drummond ha sido honrado con una estatua ubicada fuera del ayuntamiento. El nombre del idioma algonquino persistió, se corrompió a Ambo, o Point Amboy, y finalmente surgió una combinación de los nombres nativos y coloniales, que también apareció en South Amboy.

### Colonia escocesa
Perth Amboy fue colonizada por colonos escoceses alrededor de 1683 que habían sido reclutados para habitar la parte de la colonia de Jersey Oriental (East Jersey) propiedad de Robert Barclay, un cuáquero que más tarde se convertiría en el gobernador ausente de la provincia.

### Carta e incorporación
Perth Amboy se formó por carta real el 4 de agosto de 1718, dentro de varios municipios y nuevamente por la Legislatura de Nueva Jersey el 21 de diciembre de 1784, dentro del municipio de Perth Amboy y de parte del municipio de Woodbridge. El municipio de Perth Amboy se formó el 31 de octubre de 1693 y se amplió durante la década de 1720 para abarcar la ciudad de Perth Amboy. El municipio de Perth Amboy se incorporó como uno de los 104 municipios iniciales de Nueva Jersey a través de la Ley de municipios de 1798 el 21 de febrero de 1798. El municipio fue reemplazado por la ciudad de Perth Amboy el 8 de abril de 1844.

### Capital provincial

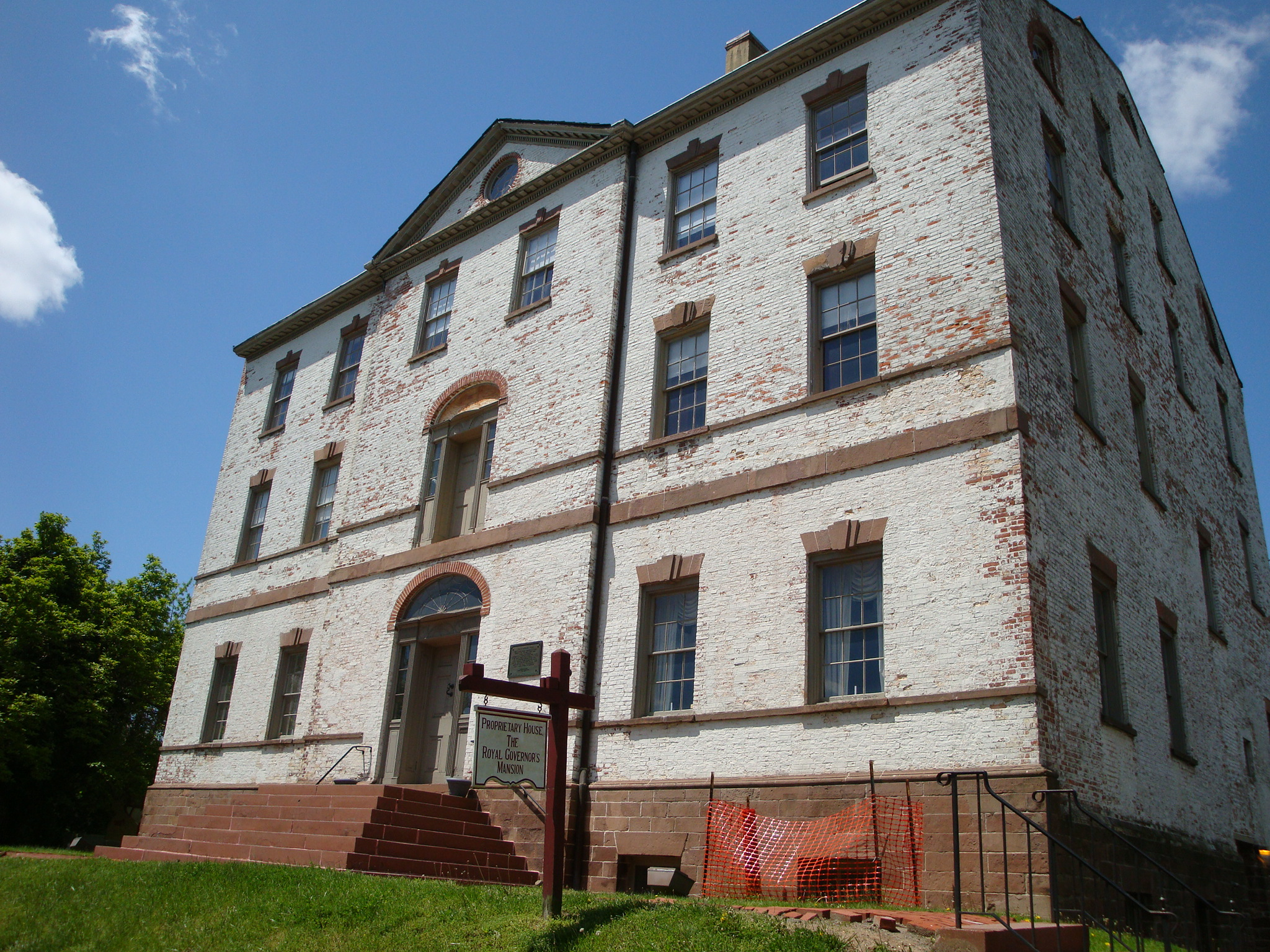
Casa Propietaria

Elizabeth (entonces conocida como Elizabethtown) fue designada en 1668 como la primera capital de Nueva Jersey. En 1686, Perth Amboy fue designada como la capital de East Jersey, mientras que Burlington fue la capital de West Jersey. Después de que las dos se unieran como una colonia real en 1702, las dos ciudades se alternaron como la capital de la provincia de Nueva Jersey hasta noviembre de 1790, cuando Trenton fue designada como la capital del estado unificado, elegida en función de su ubicación a medio camino entre Nueva York y Filadelfia.
Algunos de los edificios de este período temprano aún existen. En particular, Proprietary House, el hogar de William Franklin, el último gobernador real de Nueva Jersey e hijo separado de Benjamin Franklin, sigue en pie en la zona costera de la ciudad. El arquitecto John Edward Pryor fue contratado en 1761 para diseñar y construir el edificio, que se completó en septiembre de 1764, con años de retraso y por encima del presupuesto. Franklin prefirió su hogar alternativo en Burlington. Franklin finalmente se mudó en 1774 a la Proprietary House. El padre de Franklin, Ben, intentó sin éxito convencer a su hijo de que apoyara la causa colonial. William Franklin fue arrestado y detenido en Proprietary House en 1776 hasta que fue juzgado y condenado por traición.
El ayuntamiento de Perth Amboy se construyó por primera vez como un palacio de justicia para el condado de Middlesex en 1714, después de haber sido designado como sede del condado el año anterior. El edificio se utilizó más tarde como sede de la Asamblea Provincial de East Jersey. El edificio fue destruido por un gran incendio en 1731 y reconstruido en 1745. Otro incendio fue provocado deliberadamente en 1764, lo que obligó a una reconstrucción que se completó en 1767. Es el ayuntamiento más antiguo en uso continuo en los Estados Unidos. El 20 de noviembre de 1789, el Ayuntamiento fue el lugar donde se reunió la Asamblea General de Nueva Jersey para ratificar la Declaración de Derechos, convirtiéndose en el primer estado de la nación en hacerlo.
Market Square, ubicado frente al Ayuntamiento, es un parque que había sido un mercado al aire libre durante la época colonial. Market Square incluye una réplica de la Campana de la Libertad, una estatua de George Washington y el Arco de la Declaración de Derechos, que conmemora el hecho de que Nueva Jersey fue el primer estado en ratificar la Declaración de Derechos.
La Iglesia de San Pedro, que celebró su primer servicio en 1685 y recibió una carta real en 1718, ha sido reconocida como la primera congregación episcopal del estado. Su edificio actual, que data de la década de 1850, está rodeado por un cementerio de los primeros habitantes y muestra una colección de vidrieras con escenas religiosas, así como representaciones tempranas de Nueva Jersey recibiendo su carta y un encuentro entre William Franklin y su padre, Ben
Perth Amboy fue el principal puerto de entrada de Nueva Jersey para los esclavos africanos.
Kearny Cottage es un ejemplo restante de la arquitectura vernácula del siglo XVIII. Operado como una casa museo histórica y operado por la Sociedad Histórica de Kearny Cottage. Construida en 1781 en High Street, la casa se trasladó a Sadowski Parkway en la década de 1920 y luego se trasladó a su sitio actual en 63 Catalpa Avenue, tierra adentro desde la desembocadura del río Raritan.
Durante el período colonial y durante un tiempo significativo a partir de entonces, Perth Amboy fue una importante estación de paso para los viajeros entre la ciudad de Nueva York y Filadelfia, ya que era el sitio de un ferry que cruzaba Arthur Kill a Tottenville, en Staten Island. El primer ferry operó en 1684 y el servicio regular comenzó a funcionar en 1709. Este ferry perdió importancia cuando se inauguró el Outerbridge Crossing en 1928, pero siguió funcionando hasta 1963. En 1998, el Ferry Slip de Perth Amboy fue restaurado a su apariencia de 1904. Se ha construido una réplica de la taquilla y se utiliza como pequeño museo.
El 31 de marzo de 1870, Thomas Mundy Peterson se convirtió en el primer afroamericano en los Estados Unidos en votar en una elección bajo las disposiciones recientemente promulgadas de la Decimoquinta Enmienda a la Constitución de los Estados Unidos. Peterson votó en una elección para actualizar los estatutos de la ciudad de Perth Amboy.

### Industrialización e inmigración

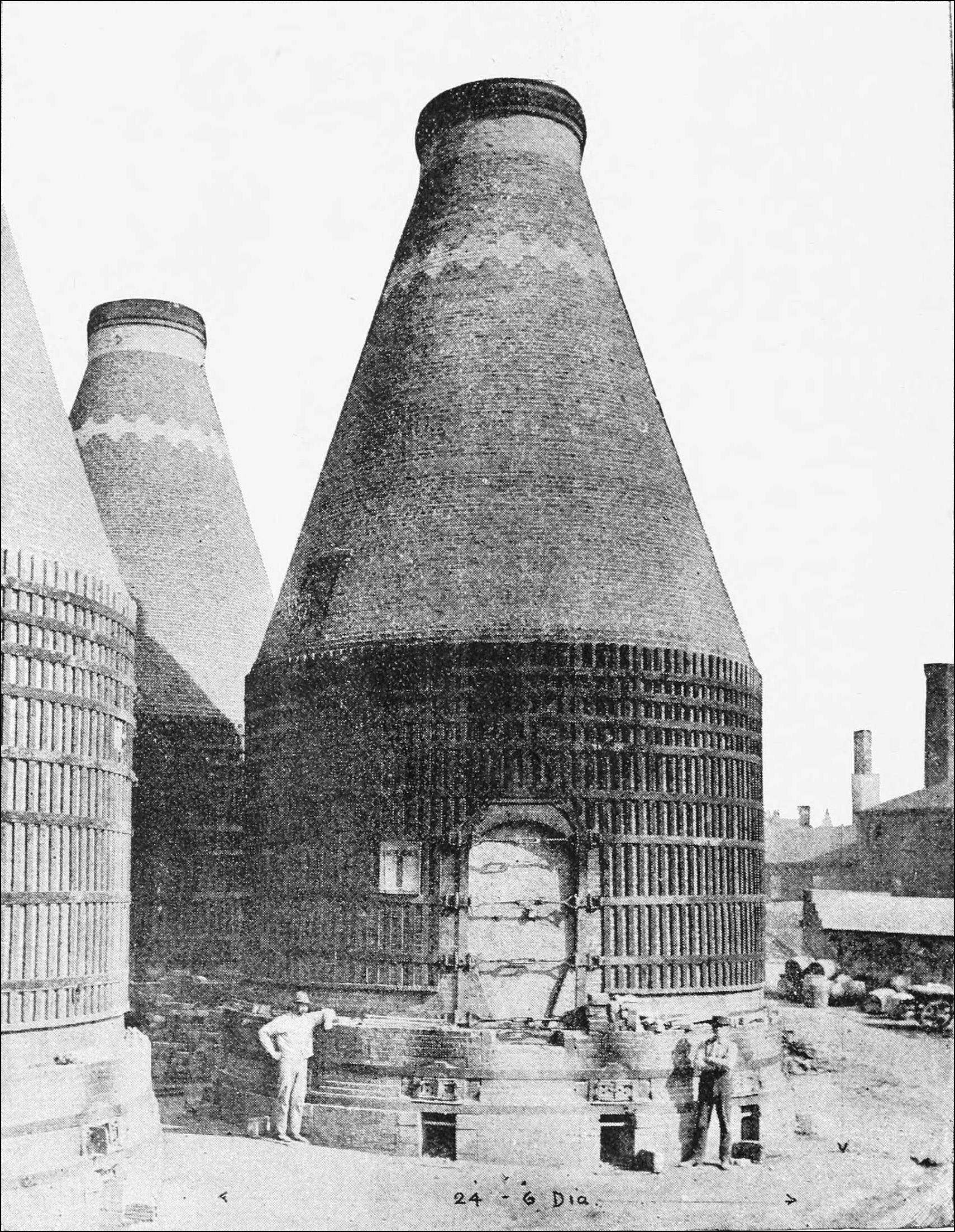
Tres hornos en Perth Amboy Terra Cotta Company

A mediados del siglo XIX, la inmigración y la industrialización transformaron Perth Amboy. Fábricas como A. Hall and Sons Terra Cotta, Guggenheim and Sons y Copper Works Smelting Company impulsaron un próspero centro de la ciudad y emplearon a muchos residentes del área. El crecimiento se estimuló aún más al convertirse en la terminal de aguas de marea para Lehigh Valley Railroad y un punto de envío de carbón. Perth Amboy desarrolló barrios étnicos insulares y muy unidos como Budapest, Dublín y Chickentown. Inmigrantes de Dinamarca, Polonia, Hungría, Checoslovaquia, Italia, Rusia y Austria dominaron rápidamente los puestos de trabajo en las fábricas.
En 1903, la Biblioteca Pública de Perth Amboy, una de las primeras bibliotecas Carnegie en el estado, fue posible gracias a subvenciones de Andrew Carnegie y donaciones de filántropos locales, y se abrió al público.
En 1914, Perth Amboy fue sede de un equipo de béisbol de ligas menores llamado Perth Amboy Pacers, que jugaba como miembro de la Liga Atlántica de nivel Clase D. Tras una temporada, esta liga se cerró.
A fines de agosto de 1923, aproximadamente 6000 personas se amotinaron, rompiendo las líneas policiales después de que el Ku Klux Klan intentara organizar una reunión en la ciudad.
La ciudad fue una ciudad turística en el siglo XIX y principios del siglo XX, ubicada en el extremo norte de Raritan Bayshore. Desde principios de la década de 1990, Perth Amboy ha experimentado una remodelación. Las pequeñas empresas han comenzado a abrirse, ayudadas por la designación de la ciudad como Zona Empresarial Urbana. El paseo marítimo también ha visto un renacimiento. El puerto deportivo se ha ampliado y hay nuevos paseos, parques y viviendas con vistas a la bahía.
El capítulo "Más alarmas por la noche" de la biografía del humorista James Thurber My Life and Hard Times involucra a Perth Amboy. Una noche de su adolescencia en Ohio, el joven Thurber no puede conciliar el sueño porque no recuerda el nombre de esta comunidad de Nueva Jersey. Despierta a su padre y le exige que comience a nombrar pueblos en Nueva Jersey. Cuando el padre sorprendido nombra varios pueblos con nombres de una sola palabra, Thurber responde que el nombre que busca son "dos palabras, como al azar". Esto convence a su padre de que Thurber se ha vuelto peligrosamente loco. Thurber también escribió la historia que luego se convirtió en la película La vida secreta de Walter Mitty, sobre un "chico intrascendente de Perth Amboy, Nueva Jersey". La estación de bombeo de agua de Perth Amboy está ubicada en Old Bridge Township.

## Geografía
Perth Amboy se encuentra ubicada en las coordenadas 40°31′10″N 74°16′31″O / 40.51944, -74.27528.

## Demografía
Según la Oficina del Censo en 2000 los ingresos medios por hogar en la localidad eran de $37,608 y los ingresos medios por familia eran $40,740. Los hombres tenían unos ingresos medios de $29,399 frente a los $21,954 para las mujeres. La renta per cápita para la localidad era de $14,989. Alrededor del 17.6% de la población estaba por debajo del umbral de pobreza.